# مینا عطا
مینا عطا (عربی: مينا عطا؛ زادهٔ ۱۸ ژانویهٔ ۱۹۹۰) خواننده اهل مصر است.